# 텔카르
텔카르(Telchar)는 실마릴리온 등장인물 중 하나다. 태양의 1시대 활동한 노그로드의 대장장이 난쟁이며, 스승으로 가밀 자락이 있다.
베렌이 모르고스의 강철 왕관에서 실마릴을 뺴낼 때 사용한 검 앙그리스트, 도르로민의 용투구, 엘렌딜이 쓴 검 나르실이 바로 그의 작품으로 알려졌다.